# Virgílio Ferreira de Fontes Pereira
Virgílio „Gigi“ Ferreira de Fontes Pereira (* 30. August 1959) ist ein angolanischer Hochschullehrer und Politiker der Volksbewegung zur Befreiung Angolas MPLA (Movimento Popular de Libertação de Angola), der unter anderem verschiedene Ministerposten bekleidete sowie seit 2018 Vorsitzender der MPLA-Fraktion in der Nationalversammlung (Assembleia Nacional) ist.

## Leben

### Parteifunktionär, Minister und Mitglied der Nationalversammlung
Virgílio Ferreira de Fontes Pereira absolvierte nach dem Schulbesuch ein Studium der Rechts- und Politikwissenschaften, das er mit einem Master (Mestre em Direito) beendete. Daraufhin übernahm er 1986 eine Tätigkeit als Dozent an der Juristischen Fakultät der Universidade Agostinho Neto (UAN) und lehrte dort bis 2011. Zugleich wurde er 1986 Mitarbeiter des Zentralkomitees ZK (Comité Central) der Volksbewegung zur Befreiung Angolas MPLA (Movimento Popular de Libertação de Angola) und war zunächst Chef einer Sektion sowie im Anschluss von 1986 bis 1990 Leiter einer Abteilung, ehe er zwischen 1990 und 1993 Direktor des Zentralkomitees war. Er war zwischen 1997 und 2002 freiberuflicher Berater sowie von 1998 bis 2002 auch Berater der Regierung.
Nach einer fast vierjährigen Vakanz ernannte Präsident José Eduardo dos Santos am 5. Dezember 2002 Fernando da Piedade Dias dos Santos zum Premierminister. Dieser und dessen Kabinett wurden am 6. Dezember 2002 ernannt. Im Zuge der Regierungsbildung wurde Virgílio Ferreira de Fontes Pereira Minister für Städte und Umwelt (Ministro do Urbanismo e Ambiente) und bekleidete dieses Amt bis 2004. Anschließend wurde er 2004 Minister für Gebietsverwaltung (Ministro da Administração do Território) und bekleidete diesen Posten von 2008 bis 2010 auch im darauf folgenden Kabinett von Premierminister António Paulo Kassoma. Neben seinen Regierungsämtern fungierte er zudem zwischen 2003 und 2009 als Sekretär des Politbüros der MLPA. Er wurde zum Mitglied der Nationalversammlung (Assembleia Nacional) über die Landesliste (Círculo Eleitoral Nacional) der MPLA gewählt.

### Vorsitzender der MPLA-Fraktion und ZK-Sekretär
Virgílio de Fontes Pereira wurde bei den Wahlen zur Nationalversammlung am 23. bis 26. August 2017 über die Landesliste wiedergewählt, wobei die MPLA im Vergleich zu den Wahlen zur Nationalversammlung vom 31. August 2012 25 ihrer 200 Mandate eingebüßt hatte, aber bei 61,08 Prozent der Wählerstimmen weiter mit 175 der 220 Mandate immer noch über eine absolute Mehrheit verfügte. Nach dem Sieg der MPLA bei den Wahlen 2017 wurde er gebeten, das Amt als Minister für Justiz und Menschenrechte zu besetzen, aber er lehnte den Vorschlag ab und zog es vor, als Minister für Gebietsverwaltung zurückzukehren. Dieses Ministeramt im Kabinett Lourenço wurde jedoch von Adão Francisco Correia de Almeida übernommen. Stattdessen wurde er Vorsitzender der Fraktion der MPLA, allerdings bereits im September 2017 vom ehemaligen Finanzminister und Fischereiminister Salomão Xirimbimbi abgelöst. Am 17. November 2017 bat er auch überraschenderweise um Suspendierung von seinem Abgeordnetenmandat, woraufhin nach Zustimmung durch das Parlamentspräsidium der bisherige Generalsekretär der Nationalversammlung Pedro Agostinho de Neri das Mandat wahrnahm.
Am 12. Oktober 2018 nahm „Gigi“ de Fontes Pereira wieder sein Mandat an und wurde zudem auch wieder Vorsitzender der MPLA-Fraktion in der Nationalversammlung. Er ist Mitglied des Parlamentsausschusses für Staatliche und lokale Verwaltung (Administração do Estado e Poder Local). Er ist ferner Mitglied des Politbüros und des Sekretariats des Zentralkomitees (Comité Central) der MPLA. Nach dem 7. Außerordentlichen Kongress der MPLA wurde er auf der 1. Sitzung des Politbüros am 18. Juni 2019  zudem ZK-Sekretär für Staatsreform, öffentliche Verwaltung und Kommunen. Das Politbüro brachte zudem seine bedingungslose Unterstützung für Genossen João Lourenço, Präsident der MPLA und der Republik Angola, zum Ausdruck und wünschte ihm viel Erfolg bei der Ausübung dieser sehr wichtigen Positionen. Auf dem VIII. Kongress wählte das ZK der MPLA ein aus 101 Personen bestehendes Politbüro, dem er ebenfalls wieder angehörte.